# Los sobrinos del Capitán Grant
Los sobrinos del capitán Grant es una zarzuela, denominada también como "novela cómico-lírico-dramática", en cuatro actos y dieciocho cuadros, basada en la novela Los hijos del capitán Grant, de Julio Verne. El libreto es de Miguel Ramos Carrión; y la música, del maestro Manuel Fernández Caballero. Se estrenó con gran éxito en el Teatro Príncipe Alfonso de Madrid, el 25 de agosto de 1877.

## Comentario
El libreto es una adaptación de dicha novela, pero destacando los episodios más fantásticos y propicios para desplegar grandes efectos escenográficos, como el terremoto, el descenso al fondo del mar o el incendio del ombú. Por otro lado también explora el campo paródico, al deformar los personajes y rebajarlos de categoría, buscando situaciones de gran comicidad, especialidad de Miguel Ramos Carrión, uno de los escritores festivos más importantes del siglo XIX.
La música de esta obra es de gran variedad y calidad, llegando en muchos momentos a codearse con la opereta. Se puede destacar la sabia utilización de aires exóticos para crear momentos de color, como el "baile de la zamacueca" o el coro de maoríes, con momentos de gran vuelo lírico o refinamiento como la canción del bandido, el terceto clasicista Vuestro tío se ha salvado o el vals del fondo del mar, demostrando ser un gran compositor versátil en todos sus aspectos.
De esta obra cabe destacar que fue tradicional en las carteleras navideñas en los teatros de Madrid, pero debido a su dificultad de montaje y al elevado coste fue olvidándose, hasta que el director de escena Paco Mir volvió a reponerla en el Teatro de la Zarzuela, con una nueva producción del año 2001 de gran éxito, convirtiéndola de nuevo en una de las obras navideñas por excelencia.

## Argumento

### Acto primero

#### Cuadro primero:El canuto
La acción comienza en un patio de vecindad de Madrid, una corrala, donde los vecinos se quejan de una murga que viene todos los días a amenizar el patio, sospechando que en realidad vienen a dar serenata a Soledad, una bailarina que reside en la corrala y no sabe quién puede ser su admirador. En la corrala vive también Mochila, un subteniente retirado del ejército, el cual quiere explicar a sus vecinos un gran descubrimiento: al intentar guisar un besugo descubrió en su interior un canuto de hojalata que contenía un pequeño documento firmado por un náufrago, el capitán Grant. En el documento, el capitán habla del naufragio de su bergantín, el Veloz, frente a las costas de la Patagonia, y dice ser dueño de un gran tesoro que compartirá con aquel que vaya primero a rescatarle. Mochila decide ser él quien rescate al capitán, por lo que busca gente que le ayude en su empresa. Todos los vecinos le toman por loco excepto Soledad, que por compasión decide ayudarle y se hace pasar por sobrina del capitán Grant. A ellos se une Escolástico, un seminarista fugado que resulta ser el pretendiente de Soledad, a quien declara su amor. Para estar cerca de su amada, se hace pasar por primo de ésta y también sobrino del capitán. A la corrala llegan también sir Clyron y su sobrina miss Ketty, los cuales conocen al capitán y han leído el anuncio puesto por Mochila en el periódico. Sir Clyron ofrece su fortuna y su barco para ir en busca del capitán y del tesoro, y todos se dirigen a Málaga para embarcar. 

#### Cuadro segundo:A bordo delEscocia
El barco de sir Clyron, el Escocia, surca el Atlántico. A bordo viajan Mochila, Soledad, Escolástico, sir Clyron, miss Ketty y también el doctor Mirabel, célebre naturalista despistado y desmemoriado, y vecino también de Soledad y Mochila, que descubre que se ha confundido de isla británica: en lugar de embarcar en el Irlanda con destino a las Filipinas, lo ha hecho en el Escocia rumbo a Chile, por lo que sin más remedio decide unirse a sus compañeros camino a Chile. Los marineros despiertan y saludan al sol con salvas de cañón e izando el pabellón inglés.

### Acto segundo

#### Cuadro tercero:¡Viva Chile!
Los expedicionarios desembarcan en Chile, en la plaza de la ciudad de Talcahuano, donde la gente del pueblo celebra la independencia de Chile. Allí descubren que no ha naufragado ningún barco español desde hace diez años, por lo que no saben si ese es el lugar exacto. Entonces piensan que la interpretación del documento es incorrecta, por lo que el doctor Mirabel decide estudiarlo y concluye que en realidad el capitán no se encuentra en la costa, sino en el interior del país.

#### Cuadro cuarto:Vamos subiendo
En un desfiladero de los Andes, un patagón se ofrece como guía de los viajeros, que aceptan gustosamente. Soledad regaña a Escolástico por su cercanía hacia miss Ketty, a la cual está enseñando a hablar español por consejo de su tío sir Clyron. En un alto en el camino, miss Ketty se da cuenta de que Soledad es algo más que una prima para Escolástico. Las dos mujeres discuten sobre las diferencias entre los amantes escoceses y los españoles, reafirmándose entre ellas una rivalidad que nació en su primer encuentro en la corrala. 

#### Cuadro quinto:A 20.000 pies de altura
La expedición llega a las cumbres de los Andes, donde disfrutan del gran paisaje que ven, pero en ese momento se produce un fuerte terremoto. 

#### Cuadro sexto:El cóndor
La expedición cae rodando hasta alcanzar las llanuras argentinas. Todos se encuentran a salvo, pero no encuentran al doctor Mirabel. Lo buscan por todas partes, hasta que ven que ha sido capturado por un cóndor. El patagón arma su fusil y de un tiro certero lo derriba, salvando al doctor Mirabel.

#### Cuadro séptimo:Cuatro tiros
A las afueras de un fuerte, los militares están haciendo la instrucción, puesto que un general se dispone a visitarlos para pasar revista de tropa. Los expedicionarios son detenidos y llevados ante el comandante bajo la acusación de ser espías de los paraguayos, con los que se hallan en guerra. Tras aparecer el general y presenciar la revista, se les forma un juicio sumarísimo, en donde tras un confuso interrogatorio, los hallan culpables y los condenan a ser fusilados. El comandante se apiada de ellos y decide fusilarlos sólo con pólvora, por lo que al final logran huir sanos y salvos.

#### Cuadro octavo:Vida de pájaros
Las pampas están completamente anegadas y los viajeros se han refugiado en lo alto de un ombú, esperando su triste destino, cuando el doctor Mirabel les comenta que ha encontrado un fallo en el documento: en realidad, el capitán Grant no está en la Patagonia, sino en Australia. Al momento se desencadena una tormenta, donde los rayos alcanzan el árbol, produciéndose un incendio, y al intentar saltar al agua ven que están rodeados de caimanes, sin saber cómo escapar.

### Acto tercero

#### Cuadro noveno:Un molino en Australia
Un grupo de bandidos, con su jefe Jaime al frente, se reúne en un molino con la intención de asaltar un tren cargado de oro. Para ello planean quitar parte de los tornillos de un puente de hierro por donde debe pasar el tren. La reunión queda interrumpida por la llegada de los expedicionarios, que siguen buscando noticias de los supervivientes del naufragio. Al ver los brillantes que lleva consigo sir Clyron, Jaime urde un plan para apoderarse de ellos, diciendo ser el contramaestre del Veloz, el barco del capitán, y también afirma saber el lugar donde éste se encuentra prisionero de los nativos en el centro de Australia. Se ofrece como guía y parten todos excepto Mochila, que marcha en tren a Melbourne en busca de provisiones.

#### Cuadro décimo:El tren de las doce
En la estación de tren están esperando a su llegada Soledad, miss Ketty, sir Clyron, Escolástico, el doctor Mirabel y el bandido Jaime, ya que en el tren viene Mochila con las provisiones necesarias para el viaje. Cuando el tren cruza el puente, éste se hunde y parte del tren cae al río ante el espanto de todos. Por una ventanilla del único vagón que no cae, se asoma Mochila agitando un pañuelo, indicando que ha quedado sano y salvo.

#### Cuadro undécimo:La sorpresa
Jaime, con la intención de hacerse con el dinero y el barco de sir Clyron, tiende una trampa a los expedicionarios, haciendo que tengan que pasar la noche en una posada. La expedición llega andando a la posada, ya que sus caballos han muerto misteriosamente, mientras comentan el accidente ferroviario. Mochila llega a la posada con nuevas noticias, puesto que ha averiguado que en realidad el accidente fue provocado por un grupo de bandoleros. Mientras, sir Clyron redacta una carta al capitán del Escocia para que entregue a Jaime los brillantes necesarios para continuar el viaje. Cuando el doctor Mirabel lee la gaceta de Melbourne que ha traído Mochila, descubre que Jaime es el autor de todo, pero éste logra huir con la carta.

#### Cuadro duodécimo:¡Al agua!
Mochila y el doctor Mirabel llegan a la bahía donde estaba atracado el Escocia. Un matrimonio de pescadores les informa de que unos bandidos lo hundieron y que un sujeto cuya descripción se corresponde con Jaime les alquiló una escafandra para bajar a recoger los brillantes del fondo del mar. Sin perder tiempo, alquilan otra y se disponen a ajustar cuentas con Jaime e impedir el robo.

#### Cuadro decimotercero:Un drama en el fondo del mar
Una barca llega a mitad del mar, en ella va Mochila acompañado del doctor. Se tira al agua con la escafandra y llega al fondo, donde se encuentra con Jaime, tratando de apoderarse del cofre. Se produce una lucha entre ellos, pero al final Mochila usa su hacha y Jaime es atrapado por un pulpo que lo arrastra a las profundidades, llevándose Mochila el cofre y saliendo a la superficie.

### Acto cuarto

#### Cuadro decimocuarto:Prisioneros
En Nueva Zelanda, la expedición, salvo el desaparecido doctor Mirabel, ha sido capturada por los maoríes, que pretenden sacrificarlos en un ritual al honor al jefe muerto. Afortunadamente, Escolástico descubre una trampilla en el suelo, a través de la cual logran escapar.

#### Cuadro decimoquinto:La montaña sagrada
Los viajeros se refugian en la montaña sagrada de los nativos, perseguidos por los maoríes. Sir Clyron decide arrojarles el peñón que está en la cima de la montaña. Ayudados de estacas de madera intentan con esfuerzo que el peñón se desprenda y ruede. Cuando lo consiguen empieza a salir humo y brotan llamas y piedras incandescentes, ya que han abierto el cráter de un volcán, y todos huyen despavoridos.

#### Cuadro decimosexto:El jefe maorí
Los expedicionarios logran llegar a una gruta cercana al mar y allí descubren al jefe maorí, que no es otro que el doctor Mirabel, el cual en una confusión suya se refugió entre los cuerpos de los salvajes y se vistió con las ropas del jefe fallecido, siendo tomado por una reencarnación de éste, y ahora está en la gruta meditando antes de la ceremonia en la que será proclamado jefe de la tribu. Finalmente decide escapar junto a sus compañeros en una piragua y buscar refugio en una isla cercana.

#### Cuadro decimoséptimo:El capitán Grant
Al llegar a la isla, el grupo descubre que está habitada, pero no por salvajes, sino por el capitán Grant. Éste no reconoce a Soledad y Escolástico, pero ellos le explican su situación, logrando convencerle para que les reconozca gustosamente como sus sobrinos. En el horizonte se ve un barco español, dándoles la oportunidad de regresar a España. Cuando le preguntan por el tesoro, el capitán responde que no lo tiene, ya que los maoríes se lo han robado, por lo que el doctor Mirabel decide hacer su papel de jefe y reclamar el tesoro.

#### Cuadro decimoctavo:El tesoro
En el templo maorí se celebra la ceremonia en la que el doctor Mirabel es investido como jefe de la tribu. Cuando los maoríes le presentan el tesoro del capitán Grant como ofrenda, los viajeros se apoderan de él y huyen hacia el barco español. Acaba la obra con la alegría general, volviendo a España ricos y felices.

## Números musicales
- Preludio (Orquesta)

Acto primero
Cuadro Primero: El canuto
- Coro de vecinas: Ya llegó la murga...
- Salida de Mochila: Soy un hombre que está desesperado...
- Racconto de Mochila: Vecinos, vecinas, al patio bajad...
- Terceto de Soledad, Escolástico y Mochila: Vuestro tío se ha salvado...

 Cuadro Segundo: A bordo del Escocia
- Barcarola: Así escuchando de la mar...
- Fin del primer acto: Al pabellón británico...

Acto segundo
Cuadro Tercero: ¡Viva Chile!
- Introducción y coro: Hoy celebra Chile...
- Coro de fumadoras: Si es en el hombre un vicio...
- Coro y baile de la zamacueca: Oigan las guitarras...

Cuadro Cuarto: Vamos subiendo
- Intermedio (Orquesta)
- Dúo de tiples: En Inglaterra los amantes...
- Cabalgata (Orquesta)

Cuadro Quinto: A 20.000 pies de altura
- Terremoto (Orquesta)

Cuadro Sexto: El cóndor
Cuadro Séptimo: Cuatro tiros
- Muerte del cóndor y coro de soldados: Marchemos de frente...
- Pasodoble de los gauchos: ¡Viva el general Archiparraguirriguerriberrigorrigurrichea!
- Gran marcha (Orquesta)
- Mutis del general (Orquesta)
- Mutis de los soldados: Marchemos de frente...

Cuadro Octavo: Vida de pájaros
- Tempestad y final del segundo acto (Orquesta)

Acto tercero
Cuadro Noveno: Un molino en Australia
- Coro de bandidos: Aquí nos tienes reunidos... y canción de Jaime: Estando a mi lado / Ya que ingrata la fortuna...
- Mutación (Orquesta)

Cuadro Décimo: El tren de las doce
- Mutación (Orquesta)

Cuadro Undécimo: La sorpresa
- Coro interno: En tanto que con gozo...

Cuadro Duodécimo: ¡Al agua!
Cuadro Decimotercero: Un drama en el fondo del mar
- Vals del fondo del mar (Orquesta)

Acto cuarto
Cuadro Decimocuarto: Prisioneros
- Introducción y coro: Los prisioneros duermen...
- Marcha fúnebre (Banda interna)
- Coro de antropófagos: Karateté ratara baka, baka, baka...
- Intermedio (Orquesta)

Cuadro Decimoquinto: La montaña sagrada
- Mutación (Orquesta)

Cuadro Decimoquinto: El jefe maorí
Cuadro Decimosexto: El capitán Grant
Cuadro Decimoctavo: El tesoro
- Baile final y coro: A España vamos ya por fin...